# Dussack
Der Dussack, auch Dusack, Dussak, Dussägge oder Tisacke (von tschechisch tesák ‚Hirschfänger‘), ist eine spätmittelalterliche, einhändig geführte einfache Hieb- und Stichwaffe (vgl. Säbel) mit gekrümmter Schneide. Er entstand vermutlich im 15. Jahrhundert in Europa.

## Beschreibung
Der Dussack besteht aus einer grob bearbeiteten Klinge, die am hinteren Ende zu einem ovalen Loch geformt wurde, um die Finger der Führungshand aufzunehmen. Sie besitzt eine stumpfe Schneide und läuft spitz zu. So sparte man sich das handwerklich komplexe Zusammenfügen von Einzelteilen verschiedener Materialien. Zur Erhöhung der Griffigkeit wurde die Grifffläche oft mit Stoff oder Lederriemen umwickelt.

## Verwendung

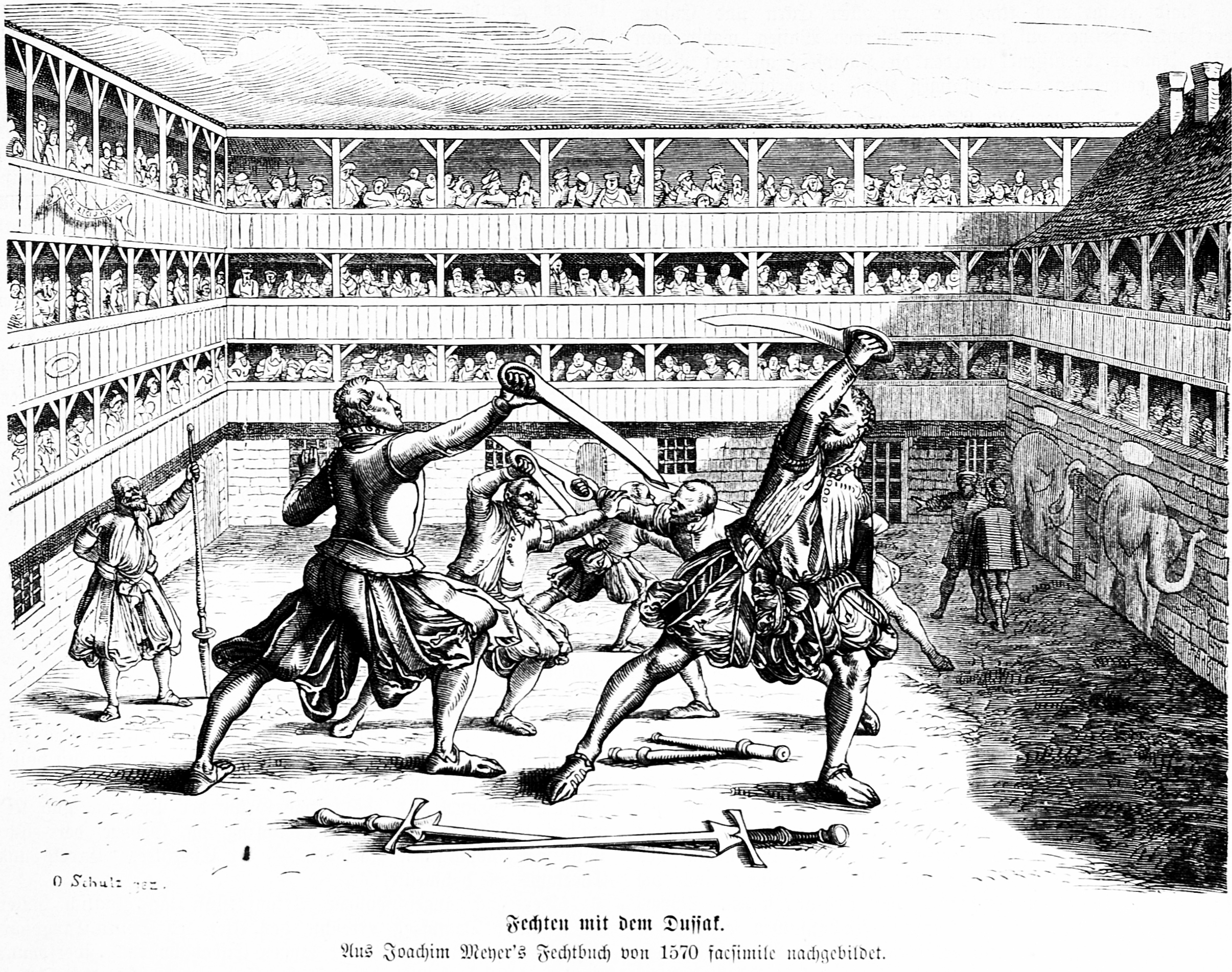
Fechten mit dem Dussak (Joachim Meyers Fechtbuch, 1570)

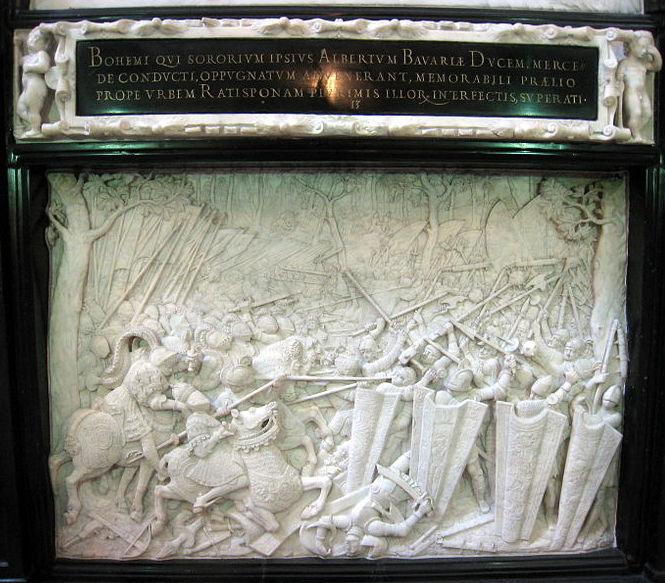
Kenotaph Kaiser Maximilians I., im Vordergrund mittig ein gefallener böhmischer Söldner mit einem Dussack, dahinter Krieger mit Pavesen

Der Dussack war kaum als Kriegswaffe zu gebrauchen, da er zu schwer und zu unhandlich war. Hauptsächlich wurde er als Duellwaffe oder an Fechtschulen gebraucht. Der Dussack wurde seinerzeit populär, Menschen der verschiedensten Volksschichten übten sich im Gebrauch. Beim Üben wurden allerdings meist Dussacke aus Holz verwendet. Wie aus zeitgenössischen Abbildungen hervorgeht, wurde der Dussack aber durchaus bei böhmischen Söldnern, z. B. in der Schlacht bei Hiltersried, eingesetzt.